# Libosváry (Vidice)
Libosváry jsou malá vesnice, část obce Vidice v okrese Domažlice v Plzeňském kraji. Nachází se dva kilometry jižně od Vidic. Je zde evidováno 17 adres. V roce 2011 zde trvale žilo 40 obyvatel.
Libosváry jsou také název katastrálního území o rozloze 3,29 km².

## Historie
První písemná zmínka o vesnici pochází z roku 1320.

## Obyvatelstvo
| Rok            | 1869 | 1880 | 1890 | 1900 | 1910 | 1921 | 1930 | 1950 | 1961 | 1970 | 1980 | 1991 | 2001 | 2011 | 2021 |
| -------------- | ---- | ---- | ---- | ---- | ---- | ---- | ---- | ---- | ---- | ---- | ---- | ---- | ---- | ---- | ---- |
| Počet obyvatel | 140  | 154  | 139  | 141  | 156  | 145  | 129  | 73   | 65   | 48   | 55   | 45   | 35   | 40   | 43   |
| Počet domů     | 26   | 26   | 27   | 27   | 27   | 25   | 26   | 21   | 21   | 16   | 14   | 17   | 18   | 19   | 15   |

## Obecní správa
Při sčítání lidu v letech 1850–1959 Libosváry byly samostatnou obcí, se kterým patřily nejprve do okresu Tachov, ale v letech 1890–1950 v okrese Horšovský Týn (v letech 1890–1910 Horšův Týn). V letech 1960–1984 byly částí obce Vidice v okrese Domažlice. Od 1. ledna 1985 do 23. listopadu 1990 byly částí města Horšovský Týn v okrese Domažlice. Od 24. listopadu 1990 jsou opět částí obce Vidice v okrese Domažlice.

## Další fotografie

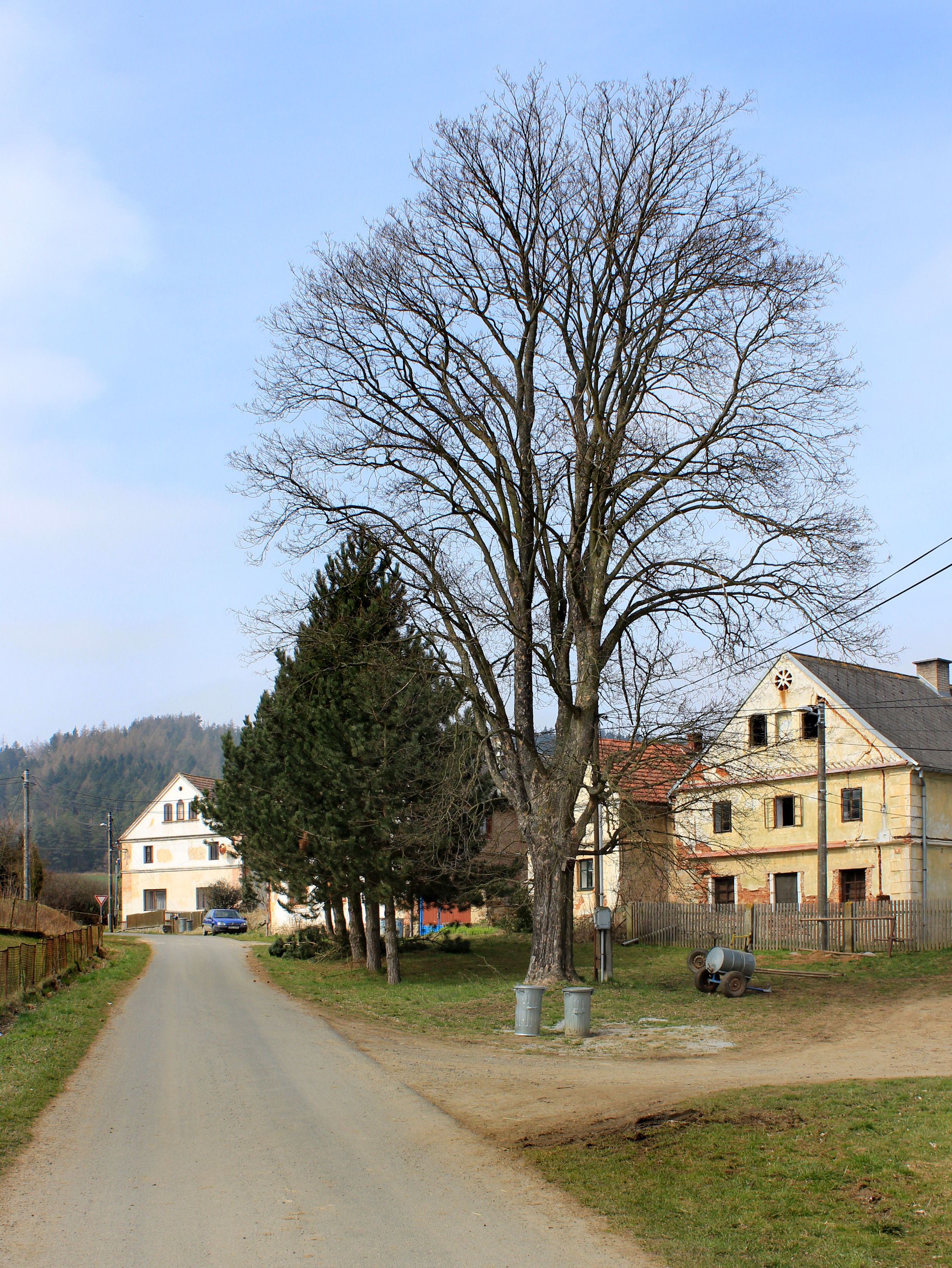
Náves
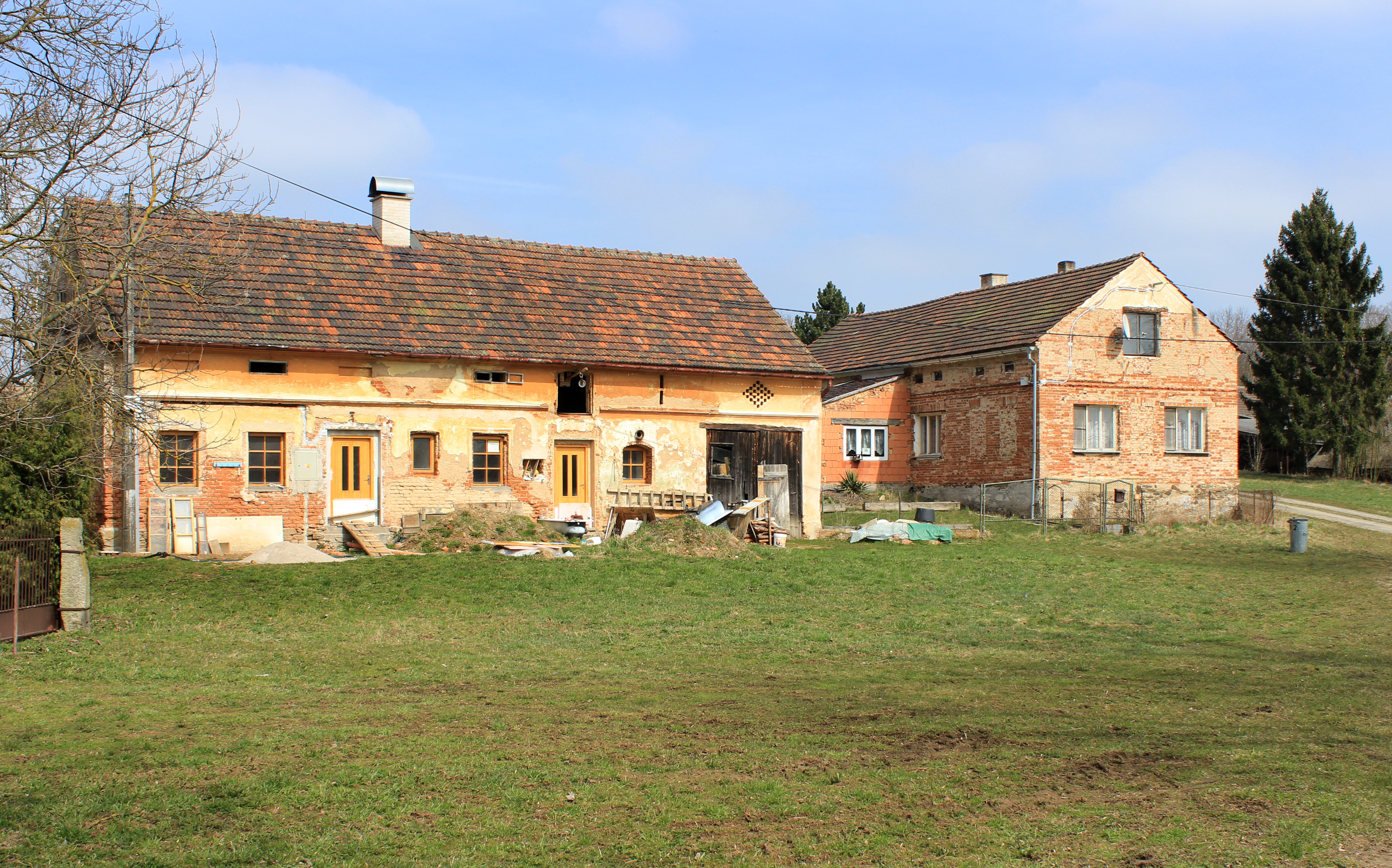
Jižní část vesnice
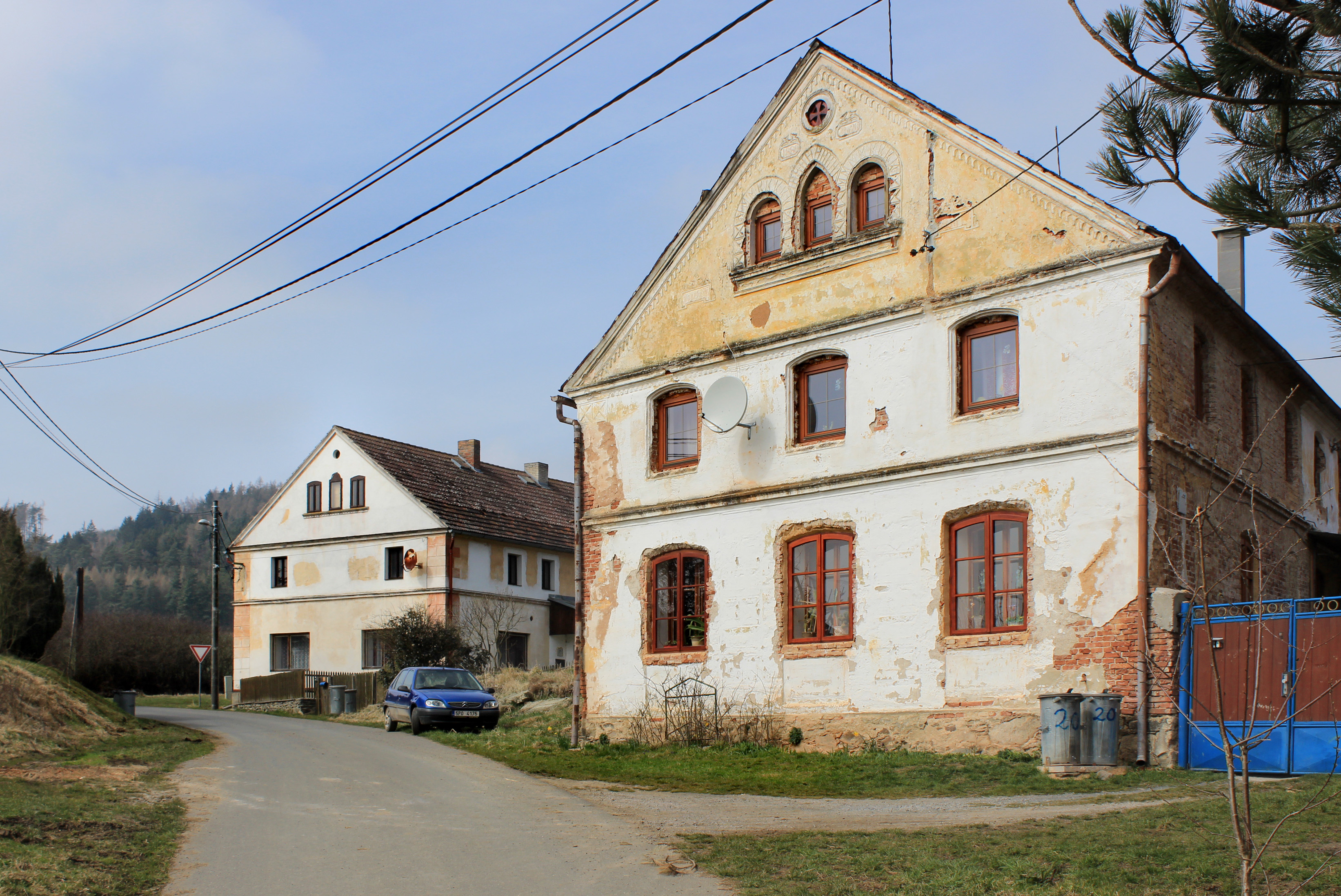
Dům čp. 20